# Castell de Miravet
|  | Aquest article tracta sobre la fortalesa medieval situada al terme de Miravet (Ribera d'Ebre). Vegeu-ne altres significats a «Castell de Miravet (Cabanes)». |

El castell de Miravet és una fortalesa medieval situada al terme de Miravet (Ribera d'Ebre), al cim d'un turó d'uns 100 m d'alt que domina la població.
El castell de Miravet fou seu d'una de les comandes catalanes de l'orde del Temple més importants. Respon a un model de construcció militar creada a Terra Santa i difosa a l'Occident europeu per l'orde del Temple. El de Miravet és considerat un dels millors exemples d'arquitectura militar templera d'Europa.

## Descripció

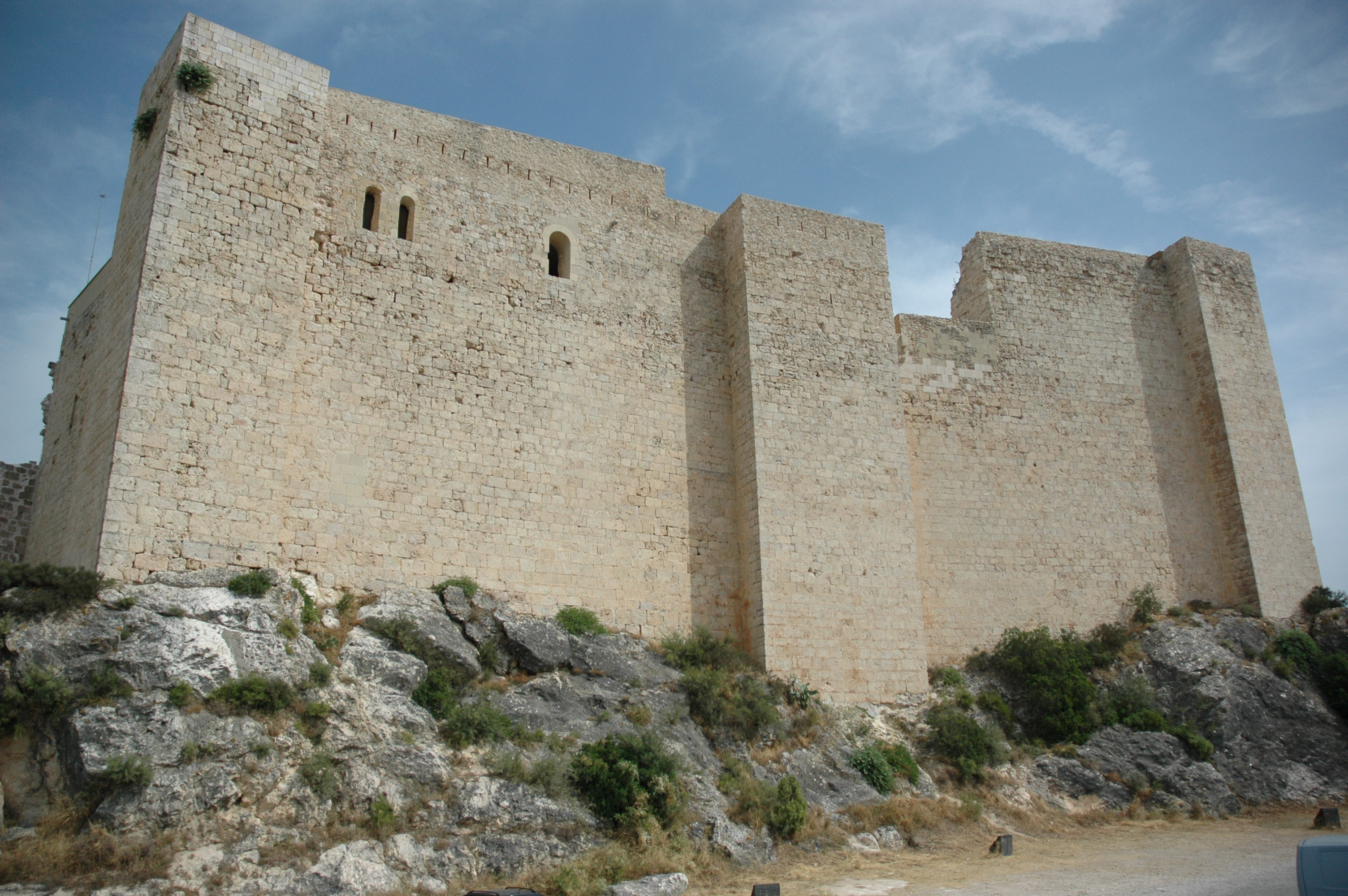
Fortificacions

### Muralles
El castell de Miravet s'aixeca sobre la roca, protegit per l'espadat del riu i per un perímetre de muralles de 25 metres d'alçada. On ara hi ha l'aparcament, hi havia un fossat excavat a la roca per reforçar les defenses. Els valls o fossats impedien que els atacants es poguessin apropar i la seva profunditat dificultava que excavessin sapes per malmetre la base dels murs. Tenien color vermell en horitzontal (entre els maons) i negre en vertical.

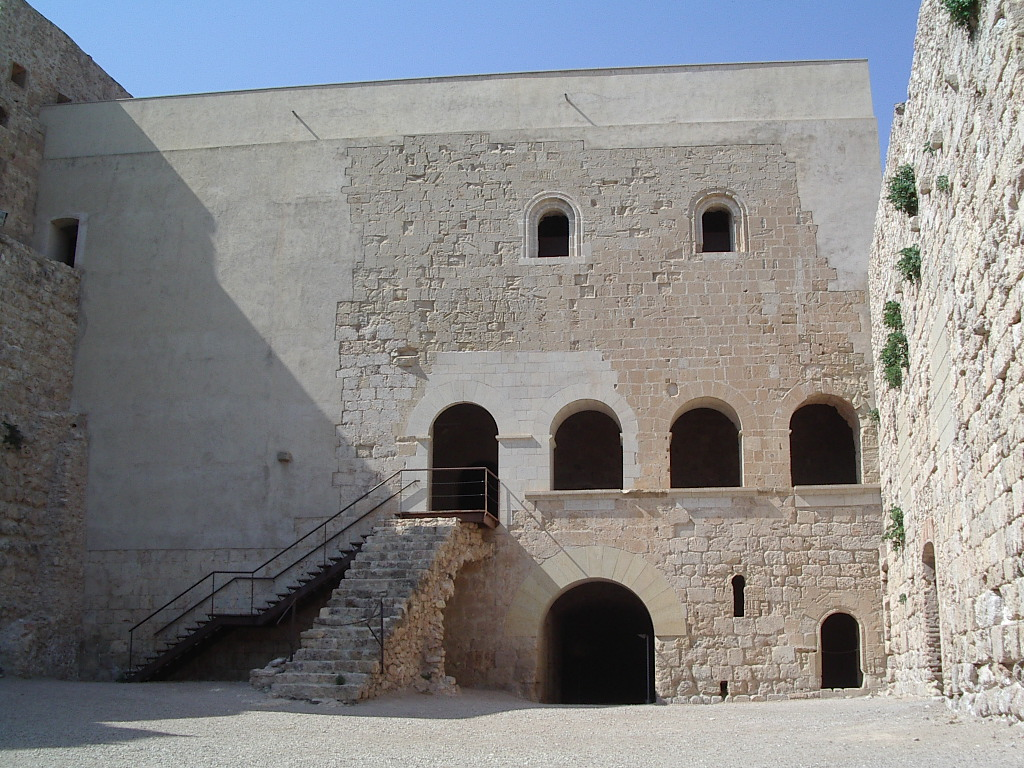
Pati d'armes

Des de l'exterior s'observa una gran uniformitat en la construcció, senyal que es va edificar en poc temps. Es tracta d'una obra templera que recobreix en alguns trams una muralla anterior d'origen andalusí. Els templers la van aixecar amb carreus rectangulars, ben tallats, alineats en filades molt regulars. Atès el seu propòsit defensiu, els murs pràcticament no tenen obertures.
A la part superior de la muralla oest, al costat de la torre del mig, es poden veure les restes d'un matacà, un voladís de pedra del que arrancava una estructura oberta a la part inferior. En cas d'atac, els defensors podien llançar projectils directament sobre els enemics que passaven per sota per atacar la base del mur.

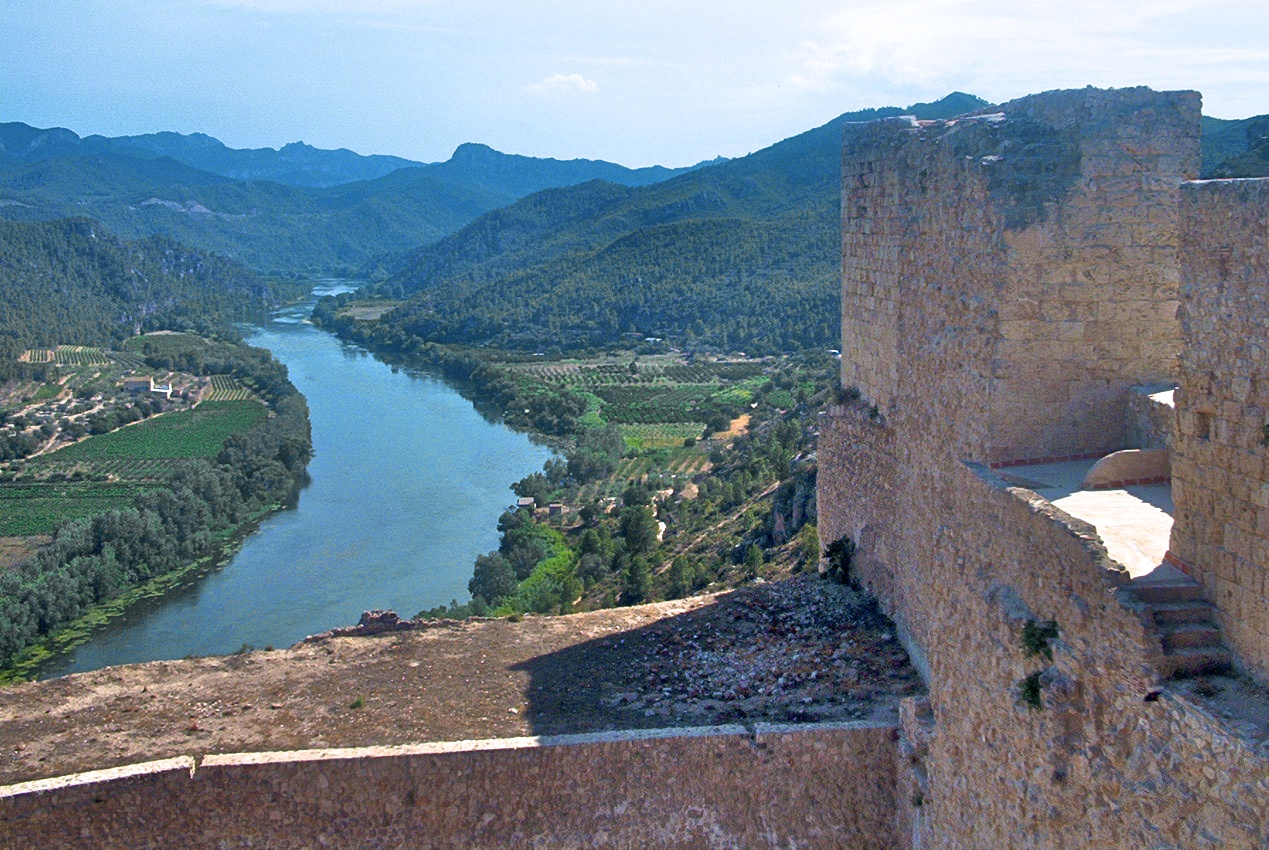
El castell i el riu Ebre

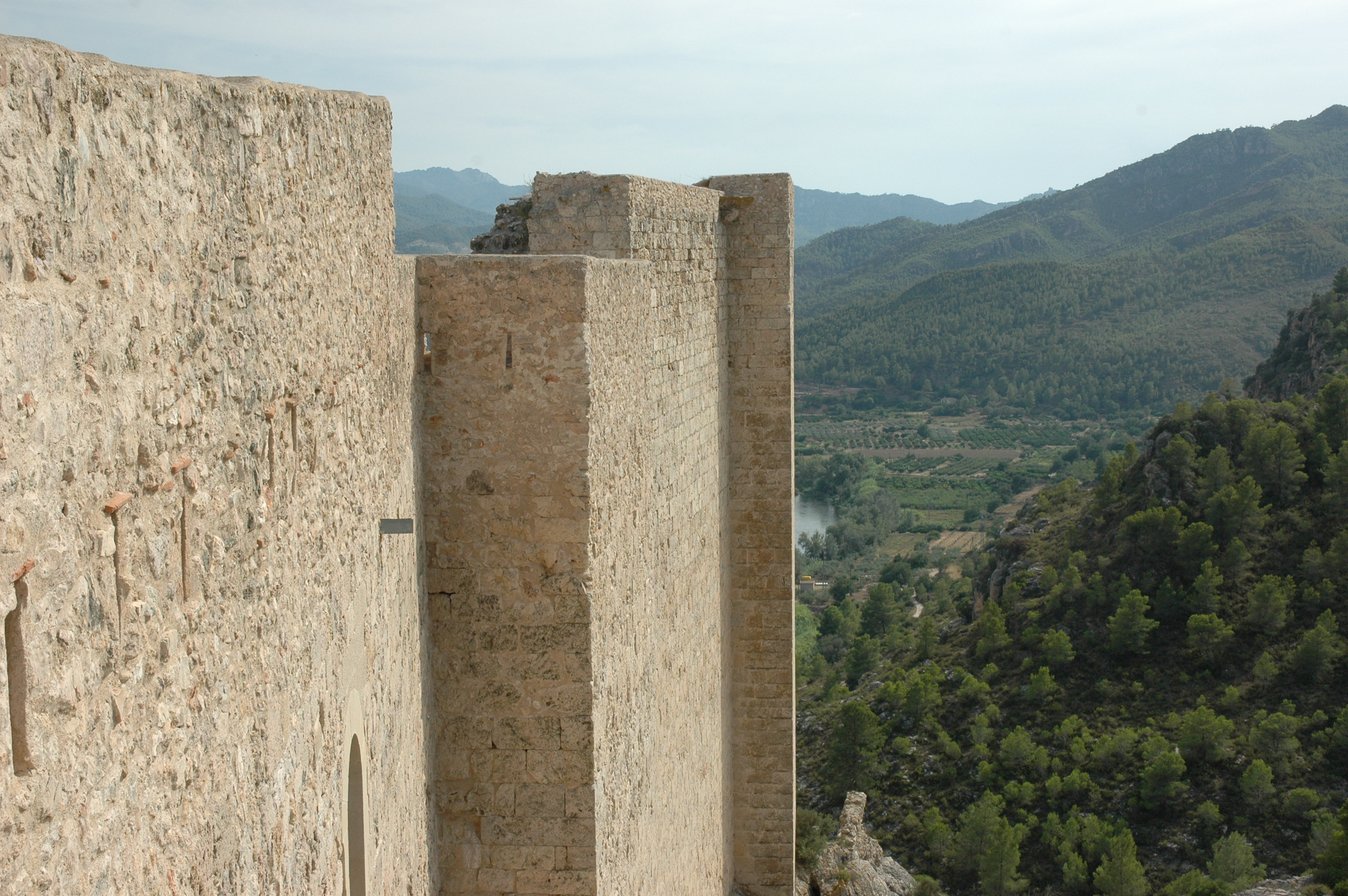
Vista general

### Camí d'accés
L'entrada és un punt dèbil en la defensa d'un castell; per això està reforçada per una sèrie d'estructures arquitectòniques destinades a protegir-la, com les torres i la barbacana. El camí d'accés voreja les muralles amb un traçat sinuós que impedia un atac frontal i obligava els atacants a situar-se a l'abast dels defensors de les torres.
L'actual porta d'accés al castell data del segle xvii. La construcció, feta amb pedra més petita i irregular, es diferencia dels grans carreus de la construcció templera que es poden apreciar a la torre del costat (segle xiii). La barbacana és una defensa avançada en forma de mur que protegeix la porta d'accés i el darrer tram del camí. D'aquesta manera s'impedeix un atac a distància sobre la porta. Si els assaltants arribaven fins a la barbacana, quedaven atrapats entre els murs i sotmesos als atacs des de les torres.
La muralla nord està reforçada per cinc torres adossades i avançades de manera que els defensors disposaven d'un radi d'acció més ampli, sense angles morts, per tal de defensar el camí d'accés. La muralla és fruit d'una remodelació dels segles xvii i xviii per adaptar l'antiga muralla medieval a la guerra moderna. La construcció, que combina la maçoneria amb l'encofrat i la tàpia, es diferencia clarament de la construcció templera del segle xiii, visible a la torre del tresor, feta amb carreus regulars i ben tallats. Malgrat tenir una aparença menys resistent, la muralla nord té un gruix considerable per resistir l'impacte dels canons.

### La torre del tresor
La torre, que presenta nombroses remodelacions, va ser construïda pels templers sobre l'antiga muralla andalusina, per reforçar les defenses del costat nord. La seva posició avançada és clau per controlar el portal d'accés que es troba als seus peus.
L'espectacular denominació prové del fet que els templers hi custodiaven la documentació de l'orde corresponent als territoris de Catalunya i Aragó. Quan, al segle xiii, es comencen a fixar seus estables per conservar la documentació, els templers designen Miravet com a seu de l'arxiu. Però, a més dels documents, també s'hi dipositaven altres béns. Quan els templers van lliurar el castell als oficials reials el 1308, hi van trobar 650 florins d'or, 5.463 tornesos d'argent, 2.487 sous jaquesos i 663 sous barcelonins, a més d'altres objectes de valor.

### El recinte jussà
El recinte jussà és l'espai destinat a acollir els serveis necessaris per al manteniment del castell. En els seus 12.000 m2 hi havia magatzems, cavallerisses, corrals, tallers, una cisterna d'aigua i fins i tot horts. La majoria d'aquests elements no han deixat constància material per la seva precarietat, però en coneixem l'existència gràcies a les descripcions dels documents.
El seu perímetre coincideix amb l'albacar, un recinte emmurallat construït durant l'etapa andalusina per tal d'oferir protecció a la població en cas de perill. Sobre aquesta base, l'estructura general de la fortalesa ha canviat poc al llarg dels segles, tot i haver evolucionat per adaptar-se als avenços militars.
Les muralles que protegeixen l'espai ens mostren diferents solucions a problemes de defensa. Al nord, la muralla està reforçada per les quatre torres que custodien el camí d'accés; a l'est, la muralla presenta les obertures de les espitlleres que permetien disparar a l'artilleria des d'una posició segura, i al sud, el mur, menys robust, reforça la defensa natural que li proporciona l'espadat sobre el riu. Dissenyat com un primer nivell de defensa, el recinte jussà envolta parcialment la part superior del castell, el recinte sobirà, que constitueix una fortalesa per ell mateix.

### Cavallerisses
Aquesta nau, situada en el recinte jussà, ha tingut diversos usos al llarg de la seva història. Va ser construïda en època templera, com revelen els carreus i l'encintat decoratiu que es conserva a la part baixa del parament, però desconeixem l'ús que li van donar. Entre els segles XIV i XVII va ser emprada com a cavallerissa, tot i que podria haver acollit altres animals, ja que en alguns documents és identificada com a bovera. Mentre va tenir aquesta funció, l'escala va ser substituïda per una rampa. Posteriorment, el sòl de la nau es va anivellar amb la porta, deixant colgades les menjadores.
La construcció estava coberta per una volta de canó, parcialment esfondrada en l'actualitat. A sobre, segons la documentació, tenia un segon pis destinat a graner.

### Terrassa inferior
Originàriament, aquest espai estava format per terrasses esglaonades que seguien el desnivell de la muntanya, però, al segle xvi, es reomple el terreny per anivellar-lo, a la vegada que s'aixeca una nova muralla. Tot i que avui apareix buida, havia acollit construccions modestes per allotjar-hi magatzems i corrals. La documentació ens parla també de la presència d'horts destinats al consum dels habitants del castell, amb oliveres i tapereres. En alguns moments, l'espai és emprat també com a cementiri.
Amb el pas del temps, el castell s'adapta a l'evolució de l'armament. Així, al segle xviii, es construeixen espitlleres a les muralles de llevant. A través de l'escletxa, els artillers disparaven armes de foc lleugeres amb la seguretat que els projectils enemics difícilment podien travessar-la. Cap a l'interior, l'obertura s'eixampla per permetre més angle de tir als defensors.

### Muralla medieval
La línia de muralles es prolonga muntanya avall, més enllà de la terrassa inferior. A diferència de la resta de la fortalesa, aquest tram és de menor gruix. Es tracta d'un tram de la muralla medieval que no va ser reformada posteriorment, de manera que en podem observar l'aspecte original.
Les muralles medievals tenien per objectiu impedir l'assalt al castell gràcies a l'alçada del mur. Des de dalt, els arquers podien defensar el castell protegits darrere dels merlets que coronen la part superior del mur, donant-li l'aspecte característic de les muralles medievals. Un pas estret, el camí de ronda, que permetia el pas d'una sola persona, resseguia la part superior de la muralla.

## Història
La situació privilegiada de Miravet explica que els ibers ja s'hi instal·lessin, així ho proven les restes trobades al municipi que daten del segle ii aC. Durant el domini àrab, Miravet es va integrar a l'estructura defensiva que es va establir al llarg de l'Ebre i va ser un dels darrers reductes del poder islàmic en terres del Principat.
Durant la Guerra Civil espanyola les tropes franquistes van ocupar Miravet per primer cop el 5 d'abril de 1938. Els soldats del 7è batalló d'Arapiles es van replegar al castell i s'hi van fortificar, impedint l'avanç republicà. Aquesta situació va durar poc. Les ordres per als soldats republicans eren de recuperar la població i desallotjar els franquistes, que els atacaven des del castell. La nit del 25 de juliol, en fer-se de dia, els soldats republicans de l'11a divisió del V Cos d'Exèrcit de Líster van col·locar l'artilleria a l'altra riba del riu per tal d'atacar les defenses del castell. Amb nombroses baixes i la mort del comandant del batalló, els supervivents franquistes van decidir rendir-se.